# 布勢村 (富山県)
布勢村（ふせむら）は、かつて富山県氷見郡にあった村。現在の氷見市南部に位置する布勢地区にあたる。

## 沿革
- 1889年（明治22年）4月1日 - 町村制の施行により、射水郡布勢村、深原村、飯久保村及び矢田部村の区域をもって、射水郡布勢村が発足する。
- 1896年（明治29年）3月29日 - 郡制の施行のため、射水郡の区域から分立して、氷見郡が発足により、氷見郡に所属となる。
- 1954年（昭和29年）4月1日 - 氷見市に編入する。

## 歴代村長
出典→
1. 佐原文平（1889年7月7日 - 1892年2月21日）
2. 中辻喜平（1892年2月26日 - 1892年4月9日）
3. 枇杷善六（1893年4月4日 - 1896年2月21日）
4. 高田善二郎（1896年3月31日 - 1899年2月9日）
5. 森元太郎（1899年3月4日 - 1900年3月22日）
6. 高田清香（1900年5月29日 - 1900年11月24日）
7. 早藤徳平（1900年12月7日 - 1901年12月7日）
8. 佐原伊三郎（1901年12月8日 - 1902年12月14日）
9. 橘弥太郎（1903年4月15日 - 1906年7月27日）
10. 枇杷善六（1906年9月21日 - 1910年9月20日）
11. 枇杷善六（1910年10月12日 - 1914年10月11日）
12. 枇杷善六（1914年10月12日 - 1918年10月11日）
13. 枇杷善六（1918年10月23日 - 1919年4月16日）
14. 枇杷善六（1919年5月16日 - 1920年11月6日）
15. 中沢文次郎（1920年11月27日 - 1921年5月2日）
16. 前田又次郎（1921年6月17日 - 1925年6月16日）
17. 中辻勇次郎（1925年6月23日 - 1929年6月22日）
18. 中辻勇次郎（1929年6月23日 - 1933年6月22日）
19. 中辻勇次郎（1933年6月23日 - 1937年6月22日）
20. 中辻勇次郎（1937年6月23日 - 1941年6月22日）
21. 枇杷籛太郎（1941年6月23日 - 1945年6月22日）
22. 谷内庄太郎（1945年6月23日 - 1946年12月17日）
23. 中村作松（1947年4月7日 - 1948年3月31日）
24. 枇杷正信（1948年5月3日 - 1952年4月29日）
25. 谷内庄太郎（1952年4月30日 - 1954年3月31日）